# 田口彩夏
田口 彩夏（たぐち あやか、1998年8月7日 - ）は、北海道テレビ放送（HTB）のアナウンサー。

## 経歴
茨城県東海村生まれ。武蔵大学人文学部英語英米文化学科（グローバルスタディーズコース）、テレビ朝日アスク出身。2021年入社。同期アナウンサーは森唯菜。

## 人物
- 血液型はB型。
- 身長172センチ。
- 趣味は映画やテレビを見ること。
- FRESH CAMPUS CONTEST2017でファイナリスト[5]に選出されている。
- 特技は工作で、中学2年時には「ものづくりコンテスト」で全国1位（特許庁長官賞）も受賞[6][7]。
- 座右の銘は無鉄砲に飛び込んで挑戦すること。
- 錦鯉の長谷川雅紀のファンで、「のりのりまさのりダンス」を本人以外で完璧に踊ることが出来る唯一の人物と公認されている[8]。

## 出演番組
現在
- イチモニ!（北海道テレビ放送） - 水曜 - 金曜日ニュース担当（2023年10月3日 - ）、土曜日MC・ニュース担当（2022年2月12日 - ）
- HTBニュース - キャスター（不定期出演）
- おにぎりあたためますか（2021年7月6日 - ）
- ハナタレナックス - 進行役（不定期出演）
- 錦鯉が行く!のりのり散歩（2022年4月30日 - ） - 進行

過去
- イチオシ!! - 木曜日・すまぷれ担当（2021年4月 - 9月）
- アナちゃん（2021年6月 - 2023年7月）
- Hit.com Night（2021年10月 - ）
- 錦鯉が行く! のりのり函館ツアー（2021年11月27日、12月4日、12月11日）
- 錦鯉が行く! 流氷のりのりツアー（2022年3月19日、3月26日、4月2日）